# チャールズ・プレンダーガスト
チャールズ・プレンダーガスト（Charles Prendergast、1863年5月27日 - 1948年8月20日）はアメリカ合衆国の工芸家、画家である。

## 略歴
カナダ・ニューファンドランド・ラブラドール州のセント・ジョンズで生まれた。兄のモーリス・プレンダーガスト（Maurice Prendergast:1858-1924)も画家となった。1868年に家族はボストンに移った。1890年に兄とパリに移り、兄とともに、アカデミー・コラロッシやアカデミー・ジュリアンで学んだ。ボストンに戻った後、アーツ・アンド・クラフツ運動の影響を受けて、木工の仕事をし、絵画の額縁を特注で制作し、ジョン・シンガー・サージェントらの有名な画家の作品のための額を制作した。
1911年に再び兄とヨーロッパに渡りイタリアを旅し、フィレンツェ、ヴェネツィア、ピサ、シエナを訪れた後、帰国し50歳に近かったが本格的に絵画を描くようになり、展覧会に出展をした。1914年にニューヨークに移った。ニューヨークの画廊に作品を展示し、1917年と1918年にはニューヨークの独立芸術家協会の展覧会に出展した。その後もニューヨークの画廊で出展を続けた。

## 作品

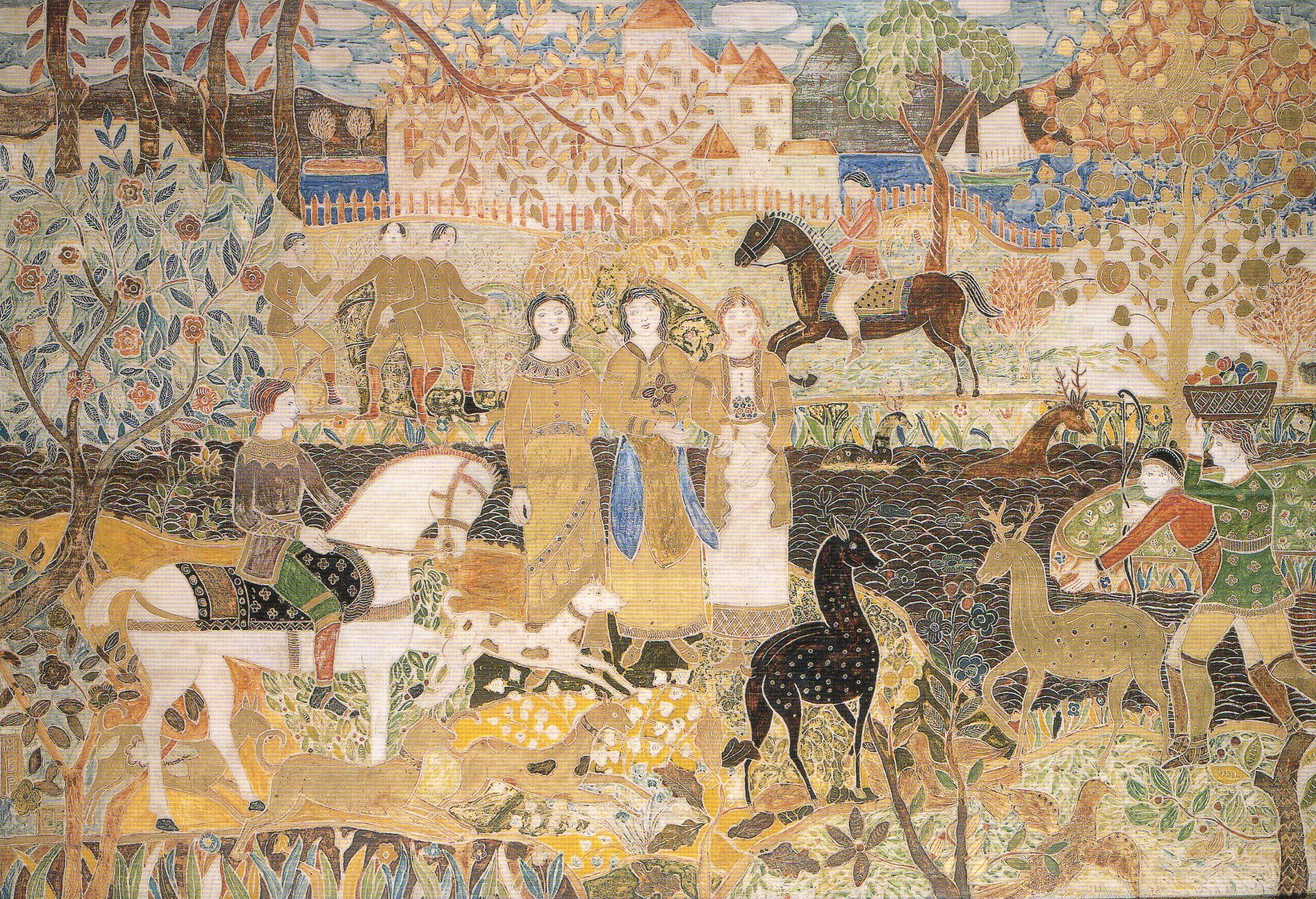
The Spirit of the Hunt-兄との共作
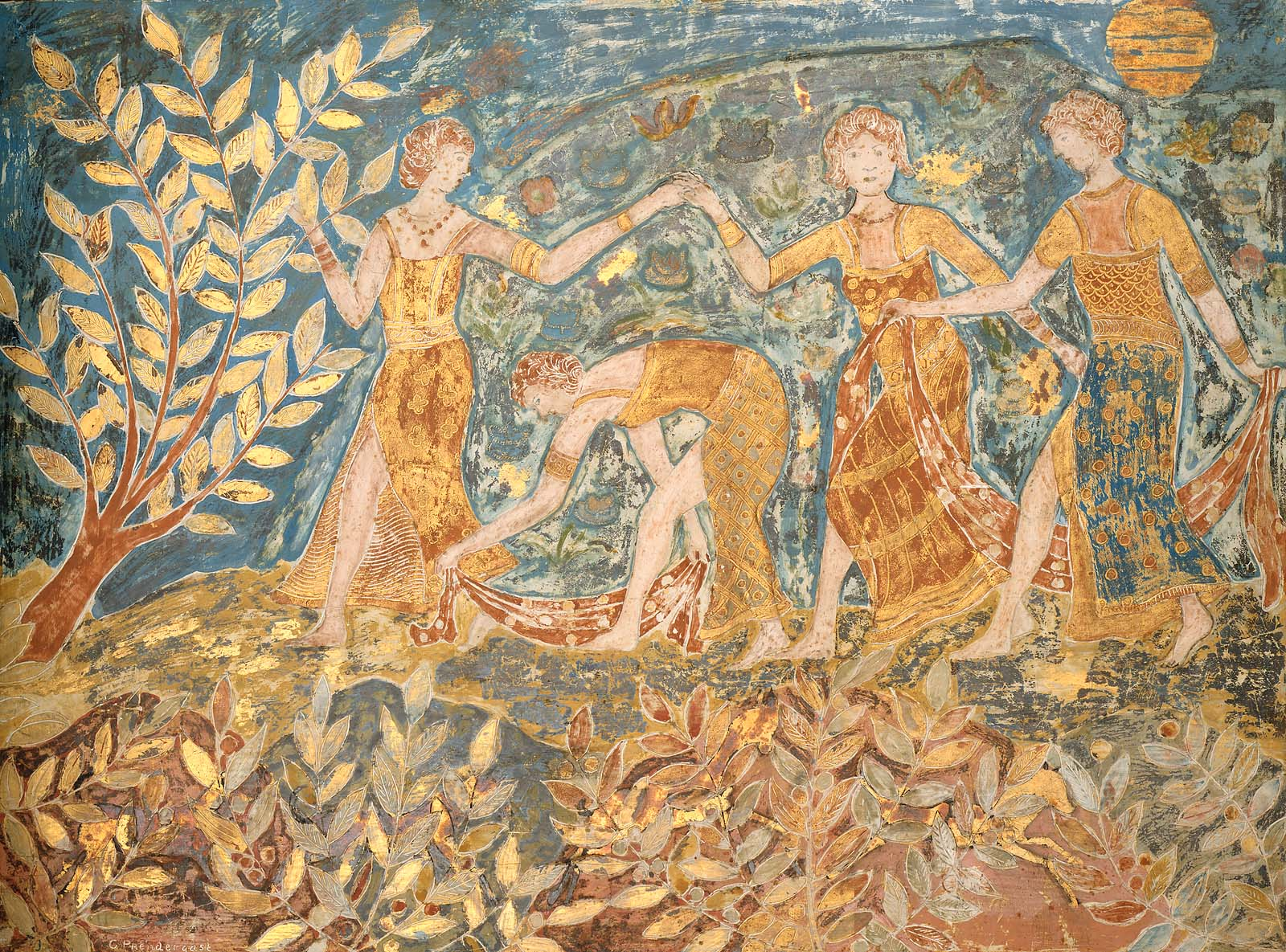
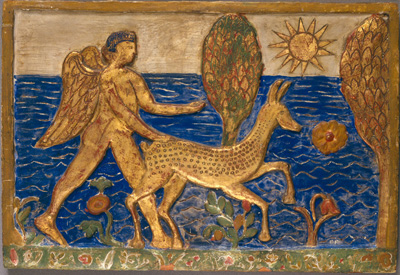
"Rising Sun"　(1912)

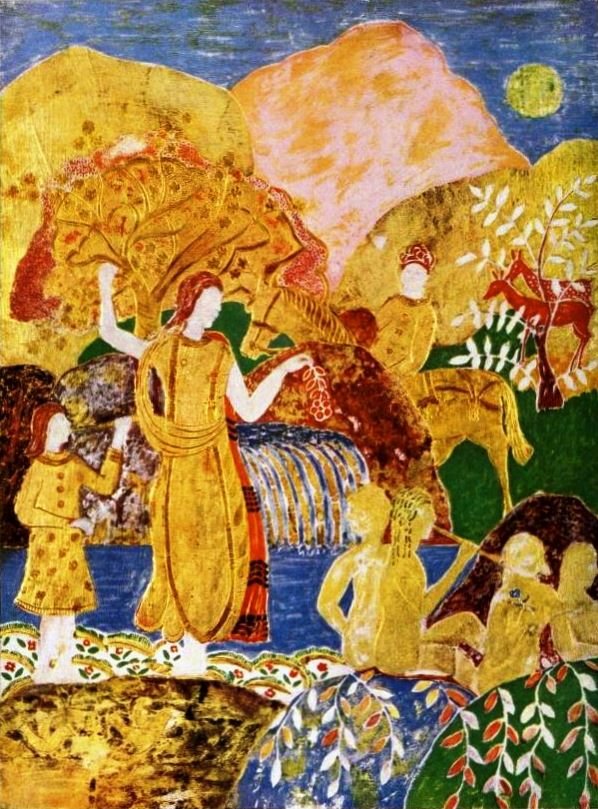
書籍　"Shadowland."に掲載された作品(1923)
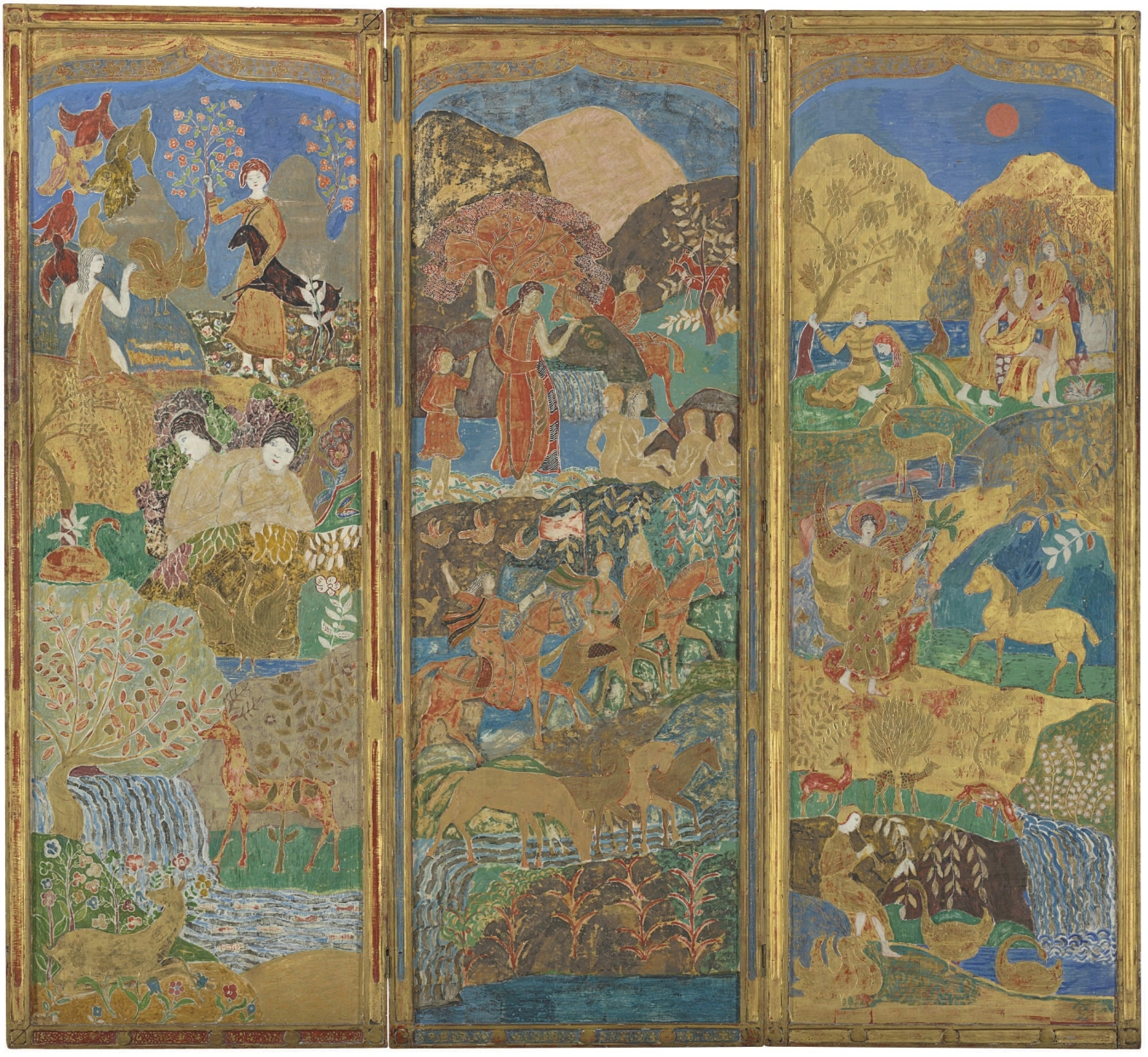
3面のパネルの装飾画(表)-(c.1916)
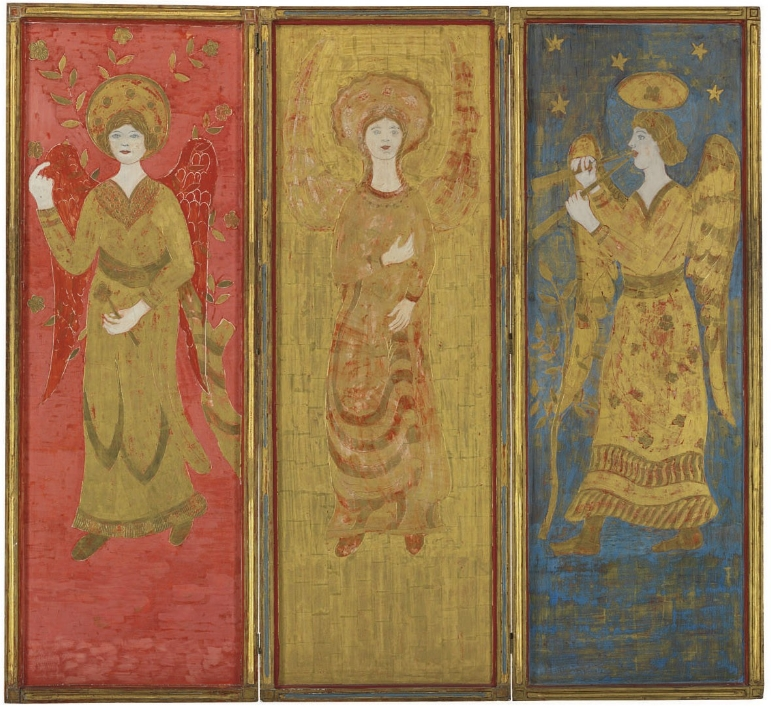
3面のパネルの装飾画(裏)

## 関連図書
- Brooks, Van Wyck (1938). The Prendergasts: Retrospective Exhibition of the Works of Maurice and Charles Prendergast. Andover, MA.: Addison Gallery, Phillips Academy.
- Krens, Thomas; Prendergast, Charles; Prendergast, Maurice (1983). The Art of Maurice & Charles Prendergast. Williamstown, MA.: Williams College Museum of Art.
- Rhys, Hedley Howell (1960). Maurice Prendergast. Museum of Fine Arts, Boston and Harvard University Press, Cambridge.